# 史蒂夫·麥登
史蒂夫·麥登（Steve Madden，1958年—）是美國时装设计师和商人，也是是上市公司Steve Madden, Ltd.的创始人和前首席执行官。

## 生活与事业
麥登出生於纽约皇后區的Far Rockaway。他的母親是犹太人，父親是爱尔兰籍天主教徒，並有2個哥哥。他在勞倫斯附近長大，並畢業於纽约納收郡當地的高中。高中畢業後，麥登在邁阿密大学讀了两年，然后返回長島。
他在1990年以1100美元成立了一家以自己的名字命名的公司，公司主要業務是以售賣鞋子爲主。
麥登曾在埃格林空军基地的埃格林联邦监狱营地服刑，後来又轉到佛罗里达州奥卡拉附近的科尔曼联邦惩教所服刑，最終于2005年4月從監獄釋放出來。他参加了纽约市的一家中途度假屋。 麥登的律师Joel Winograd说麥登會在這棟房子裡住滿60天。從中途之家获释后，他仍被限制在家中监禁了一段时间。
自从Madden在2005年从监狱获释以来，该公司業績迅速反弹，2006年的收入增加了近1亿美元，达到4.751亿美元。 同年，史帝夫·麥登有限公司在鞋類新闻成就獎中第二次被授予“年度公司”的殊榮。 
在Madden目前担任创始人兼设计总监的情况下，该公司继续显示出同比增长，2018年度財報的收入為16.5億美元。 
麥登向The Doe Fund捐款，該基金会致力于研究无家可归，成瘾和犯罪再犯的原因。 

## 爭議
麥登的財務狀況有些複雜。他與從小一起在長島長大的斯特拉顿奥客芒以及其经纪公司有經濟上的糾紛。
2000年6月， 麥登因在集体集体诉讼期间发表了誤導性言論和虛假的證明而惹上了官非。之後于2004年以900萬美元達成了和解。 2001年，SEC在紐約州联邦法院对麥登提出指控，指控其違反了SEC條約規定。但是由于避稅違規的行為在當地不是嚴重的罪行，因此SEC只試圖向麥登追回其中的1,637,000美元，包括非法逃漏的稅金損失，利息和民事罰款金額。
2002年，麥登因操縱股票，洗錢和证券欺诈被定罪。他被判處41個月的監禁，并被勒令从史帝夫·麥登有限公司和其董事會中辭去首席執行長之職務。 辭去首席執行長一職後不久，麥登就向史帝夫·麥登有限公司申請並命自己為公司的的創意顧問，所以他即使在獄中，也能藉此獲得70萬美元的報酬。 

## 流行文化
史蒂夫·麥登在马丁·斯科塞斯（Martin Scorsese）的电影《华尔街之狼》（Wolf of Wall Street）中由杰克·霍夫曼（Jake Hoffman）飾演，該电影改编自乔丹·贝尔福特 （Jordan Belfort）的同名回憶錄。在电影中，可以看到麥登前往斯特拉頓·奥克蒙特（Stratton Oakmont），貝尔福特（Belfort）在經紀人那里引起了激动及鼓舞人心的演說話题，談論如何推動麥登（Madden）的股票。 看完电影后，麥登批评杰克·霍夫曼對於他角色的詮釋描写的“太書呆子”。 

## 個人生活
麥登承認濫用酒精和各种毒品， 之后又参加了法院命令的康復。 
麥登（Madden）在他获釋后，于2005年與他的前運營總監温迪·鲍露（Wendy Ballew）结婚。他們共同蘊育了三個孩子，分別是雙胞胎杰克·麥登（Jack Madden）和史蒂伏·麥登（Stevie Madden） 和格迪·瑞安·麥登（Goldie Ryan Madden）。 
這對夫妻于2015年離婚。 

## 奖项与荣誉
- 鞋类新闻年度人物奖（2011年12月） [27]
- 纳斯达克（NASDAQ ）纪念史蒂夫·马登（Steve Madden）和20周年纪念（2010年6月） [28]
- 两项十项基金会荣誉史蒂夫·马登（2010年6月） [29]